# Laodamia (figlia di Bellerofonte)
Laodamia (in greco antico: Λαοδάμεια?, Laodámeia) è una figura femminile della mitologia greca.
Figlia di Bellerofonte e di Achemone, fu amante di Zeus, dal quale ebbe un figlio, Sarpedonte, mentre da un mortale ebbe altri due figli, Claro e Temone. Per il suo orgoglio fu uccisa da Artemide.